# Исповедь (короткометражный фильм)
«Исповедь» (англ. The Confession, 2005) — короткометражный фильм режиссёра Эша Барон-Коэна, двоюродного брата известного британского комедийного актёра Саши Барон-Коэна.

## Сюжет
Драма, рассказывающая о нелёгкой судьбе солдата, который защищал свою страну, а также о тяжёлых взаимоотношениях с его женой в результате его поступков…

## В ролях
| Актёр           | Роль            |
| --------------- | --------------- |
| Вентворт Миллер | Заключённый Том |
| Джози Маран     | Женщина         |

## Отсылки к реальному миру
В фильме чётко прослеживается связь со скандалом в городе Абу-Грейб, который стал печально знаменит благодаря расположенной в нём тюрьме, где американские военнослужащие пытали, насиловали и извращенно издевались над теми, кто попадал под подозрение в террористической деятельности, включая женщин, мужчин и подростков.